# Coproduto categorial
Coproduto categorial, no contexto de Teoria das categorias, é a noção dual ao produto categorial. Para obter o conceito dual, basta inverter as setas no diagrama do produto.

## Exemplo
Na categoria dos conjuntos, o coproduto é a união disjunta dos conjuntos.